# دير سنيتوجورسكي
دير سنيتوجورسكي (بالروسية:  Рождества Пресвятой Богородицы Снетогорский монастырь) هو دير للنساء يقع في مدينة بسكوف. وهو واحد من أقدم أديرة بسكوف التي لا تزال موجودة، وتشير سجلات الأحداث إلى أن وجودها الأول كان في نهاية القرن الثالث عشر، بتاريخ 4 مارس 1299. وقد كان الدير في الأصل للرجال.
يقع الدير على بعد 3.5 كم من مركز مدينة بسكوف، على الضفة اليمنى لنهر فيليكايا، فوق رعن صخري يسمى «جبل سناياينا».

## صور

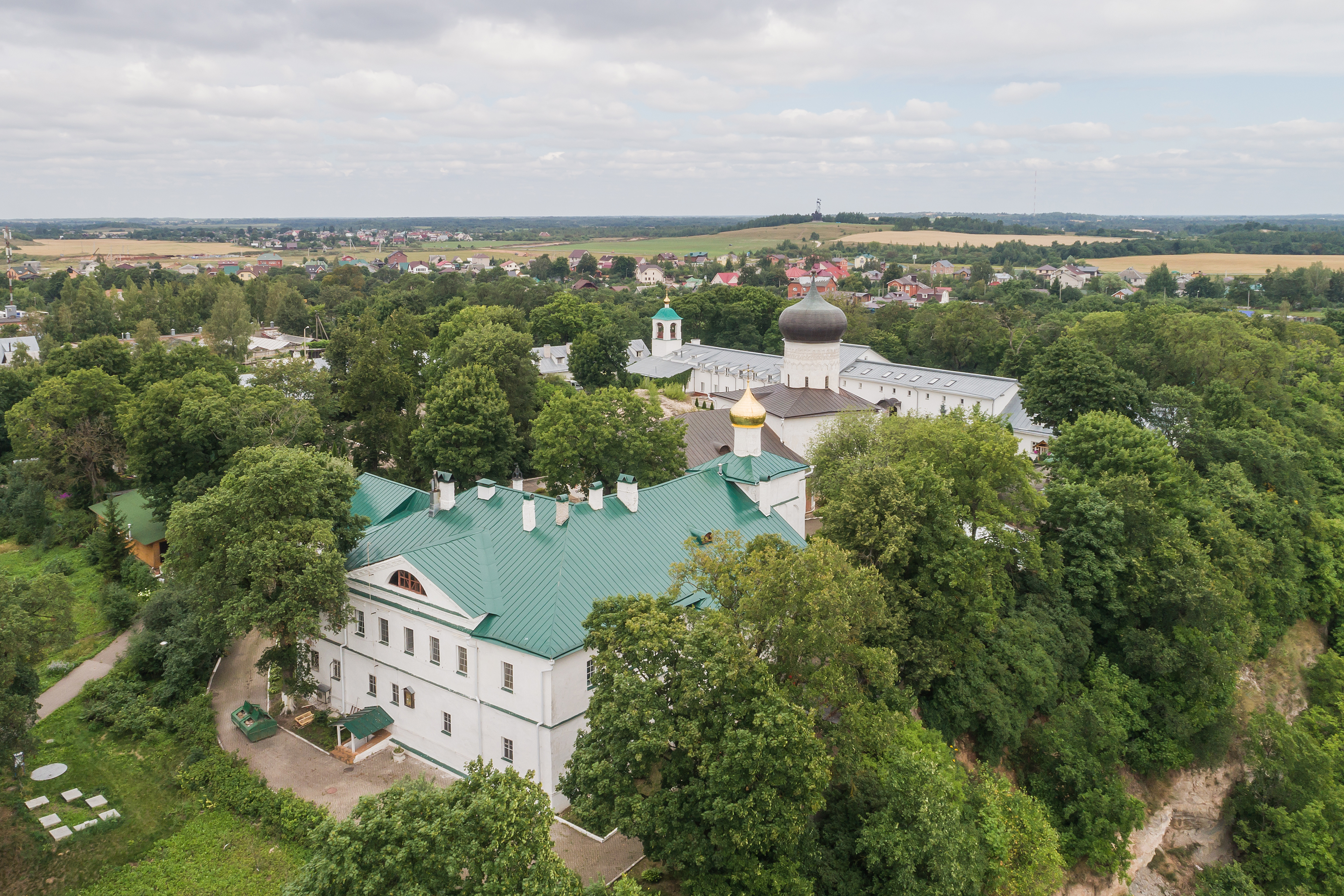
دير سنيتوجورسكي
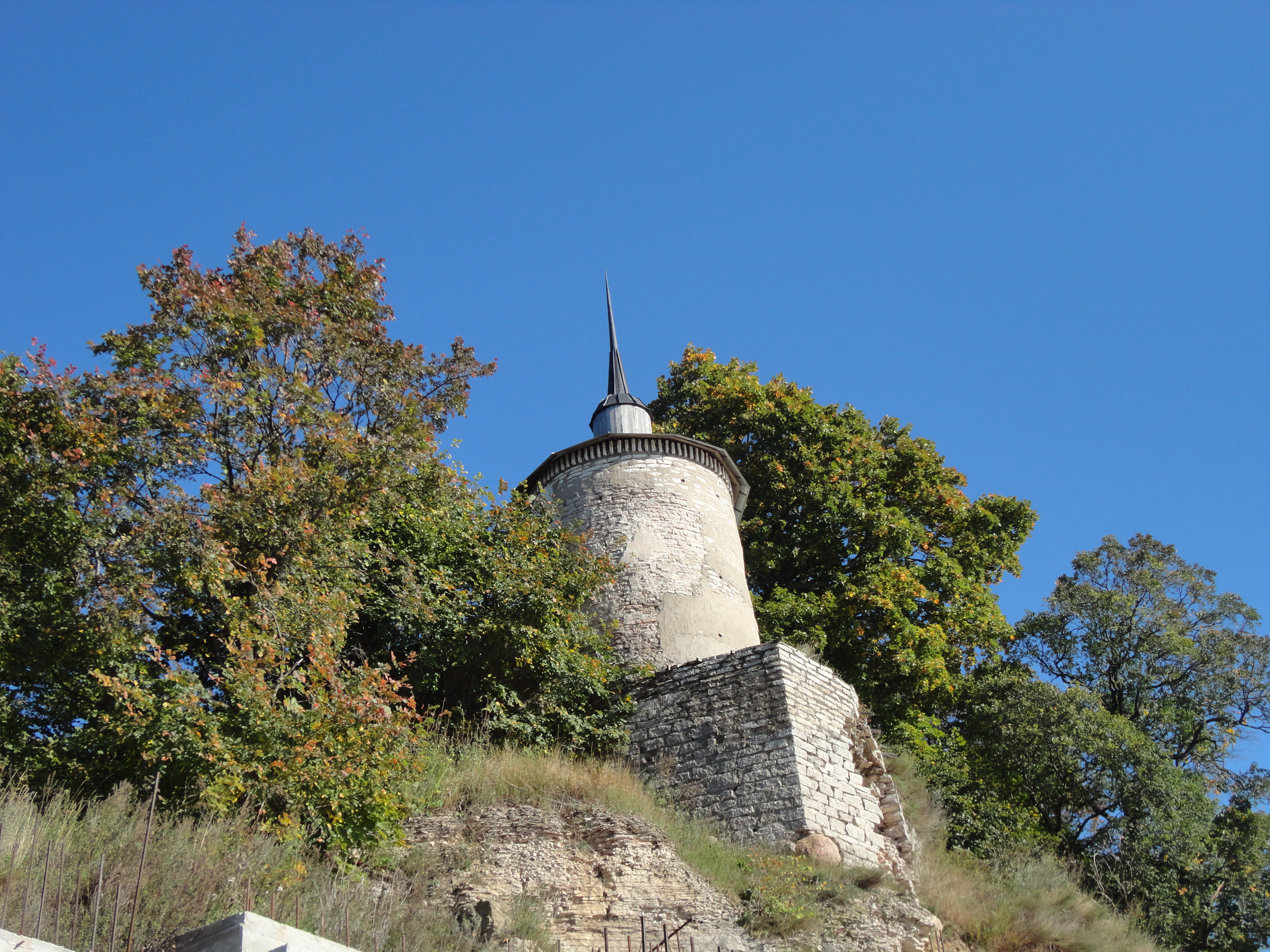
برج حراسة الدير من على المرتفعات

## روابط خارجية
- (بالروسية) الموقع الرسمي للدير Сайт Снетогорского женского монастыря